# Ximkent

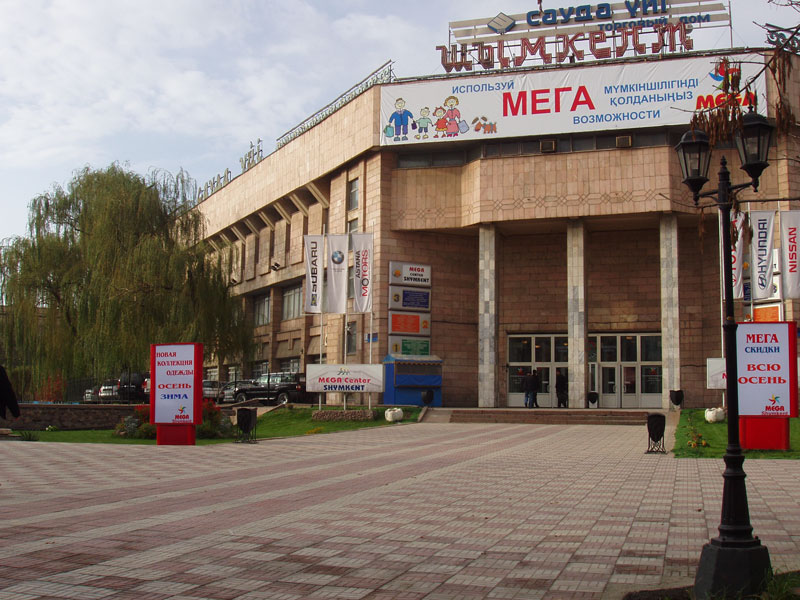
Ximkent

Ximkent (kazakh: Шымкент, Şymkent, pronunciat [ʃɯmˈkɛnt]), fins al 1993 anomenada Tximkent (nom provinent de l'uzbek: Чимкент, rus: Чимкент) és una ciutat del Kazakhstan molt propera a la frontera amb l'Uzbekistan. Té una població (2024) de 1.231.800 habitants, i l'àrea 1.170 km², cosa que la converteix en la tercera ciutat del país després de l'antiga capital Almati i la nova capital Astanà. Juntament amb aquestes dues, és una de les tres ciutats amb un estatus equivalent a una província. Fins a l'any 2018 formava part (i era la capital) de la província del Kazakhstan del Sud, però aquell any va ser elevada a ciutat amb rang de província.
Té estació de ferrocarril i aeroport internacional. Es troba a la vora del riu Aris (afluent del Sirdarià), a 690 km a l'oest d'Almati i a 120 al nord de Taixkent, a l'Uzbekistan.

## Història
Ximkent fou fundada al segle xii com a estació de caravanes de la ruta de la seva, propera a Sairam (10 km a l'est). Va ser destruïda pels mongols al segle xiii i més tard per altres kans i per nòmades. Junt amb Sairam, el 1723 va ser ocupada pels calmucs i va passar després al kanat de Kokand, fins al 1810 quan va ser incorporada al kanat de Bukharà.
El 1864 fou destruïda i annexionada pels russos (tenia llavors 756 cases i una muralla d'argila) que el 1914 la van anomenar Txerniàiev (llavors va esdevenir una estació d'estiueig per a rics) fins que els bolxevics la van rebatejar amb el nom uzbek de Tximkent el 1924. El nom vol dir 'Ciutat de la gespa' (txim = gespa, kent = ciutat). Poc abans del 1900 tenia uns 12.500 habitants (800 russos, 150 jueus) que no incloïa la vila propera de Sairam, que correspon a l'Abdijab o Asfidjab (Isbidjab o Isfidjab) dels geògrafs àrabs. El cultiu del cotó hi fou introduït el 1897, i junt amb altres productes agrícoles fou la principal activitat de la població fins quasi la meitat del segle xx.
El seu desenvolupament ràpid es va iniciar el 1926 (llavors tenia 21.000 habitants) i el 1939 ja havia passat a 74.200 habitants, i 130.000 el 1956. El descobriment de plom el 1932 a Açisay i Karamazor, i d'hulla a Lenger i a la mateixa Ximkent, la va fer esdevenir una ciutat industrial amb fàbriques de productes químics i farmacèutics. La majoria de la població era encara russa al final del període soviètic; els kazakhs i els uzbeks formaven les principals minories. Una refineria de petroli opera a la ciutat sota la gestió de PetroKazakhstan.
El 1993, després de la independència, la ciutat va agafar oficialment la forma en kazakh del nom Шымкент (Ximkent) contra la russa i uzbeka Чимкент (Tximkent). La demografia va evolucionar a favor dels kazakhs, que ara són el 55%, mentre l'emigració dels russos els ha reduït al 15%, igual que els uzbeks. Hi ha minories àzeris, tàrtares i ucraïneses.

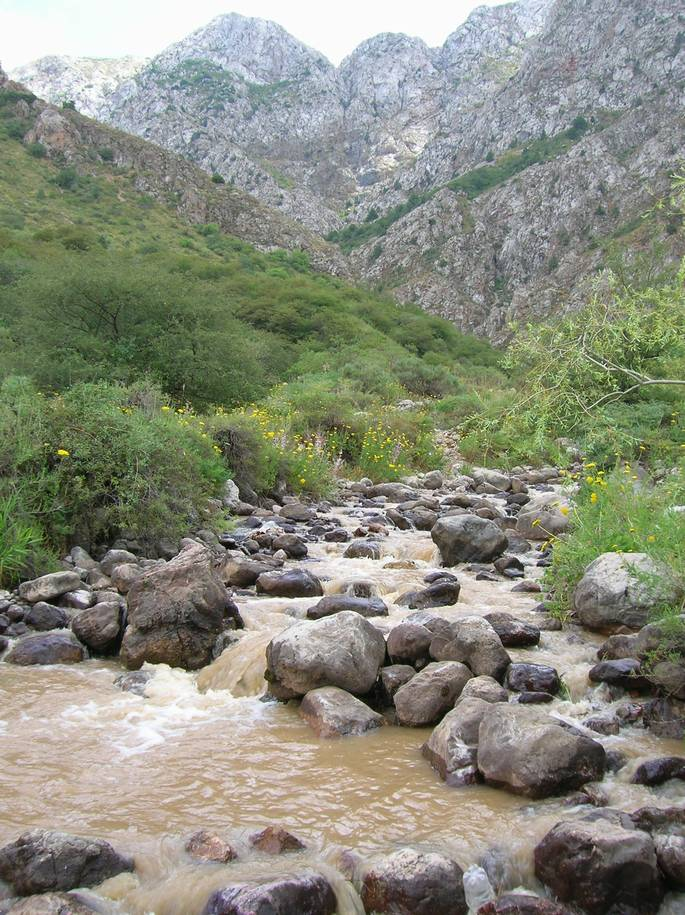
Muntanyes als afores de Ximkent

## Llocs per visitar
- Cercle d'Ordabasy amb la mesquita del Divendres i el monument al MIG
- Museu d'Història regional
- Parc de la Victòria
- Parc Central
- Museu de la Repressió
- Monument de la Guerra de l'Afganistan
- Arboretum
- Plaça Al-Farabi

## Ciutats agermanades
- Stevenage (Regne Unit)
- Izmir (Turquia)
- Adana (Turquia)
- Mahiliou (Belarús)
- Grosseto (Itàlia)
- Pattaya (Tailàndia)
- Khudjand (Tadjikistan)